# Turrican
Turrican is een computerspel uit 1990. Het werd ontwikkeld en uitgegeven door Rainbow Arts. Het spel kwam eerst uit voor de Commodore Amiga, Commodore 64, Amstrad CPC, ZX Spectrum. Later volgende ook een aantal andere homecomputers. Het verhaal van het spel is dat de drie koppige demon Morgul de dromen van mensen probeert te beïnvloeden en nachtmerries maakt. De speler speelt Turrican die alleen de mensen kan redden. Het spel bestaat uit vijf werelden en dertien levels.

## Platforms
| Jaar | Platform                                                |
| ---- | ------------------------------------------------------- |
| 1990 | Amiga, Amstrad CPC, Atari ST, Commodore 64, ZX Spectrum |
| 1991 | CDTV, Game Boy, Sega Mega Drive, TurboGrafx-16          |
| 2013 | BlackBerry                                              |

## Ontvangst
| Beoordeeld door | Platform | Datum          | Score |
| --------------- | -------- | -------------- | ----- |
| ST Format       | Atari ST | augustus 1990  | 88%   |
| The One         | DOS      | juli 1990      | 85%   |
| Amiga Action    | Amiga    | april 1992     | 69%   |
| Zzap!           | Amiga    | oktober 1990   | 65%   |
| Power Play      | DOS      | september 1990 | 61%   |
| Amiga Joker     | Amiga    | oktober 1990   | 58%   |
| Power Play      | Atari ST | oktober 1990   | 55%   |
| Power Play      | Amiga    | oktober 1990   | 55%   |
| Amiga Power     | Amiga    | mei 1991       | 33%   |